# Nghịch lý lá trà

Đường đứt nét màu xanh là dòng chảy thứ cấp đẩy các mẩu lá trà về giữa của đáy tách.

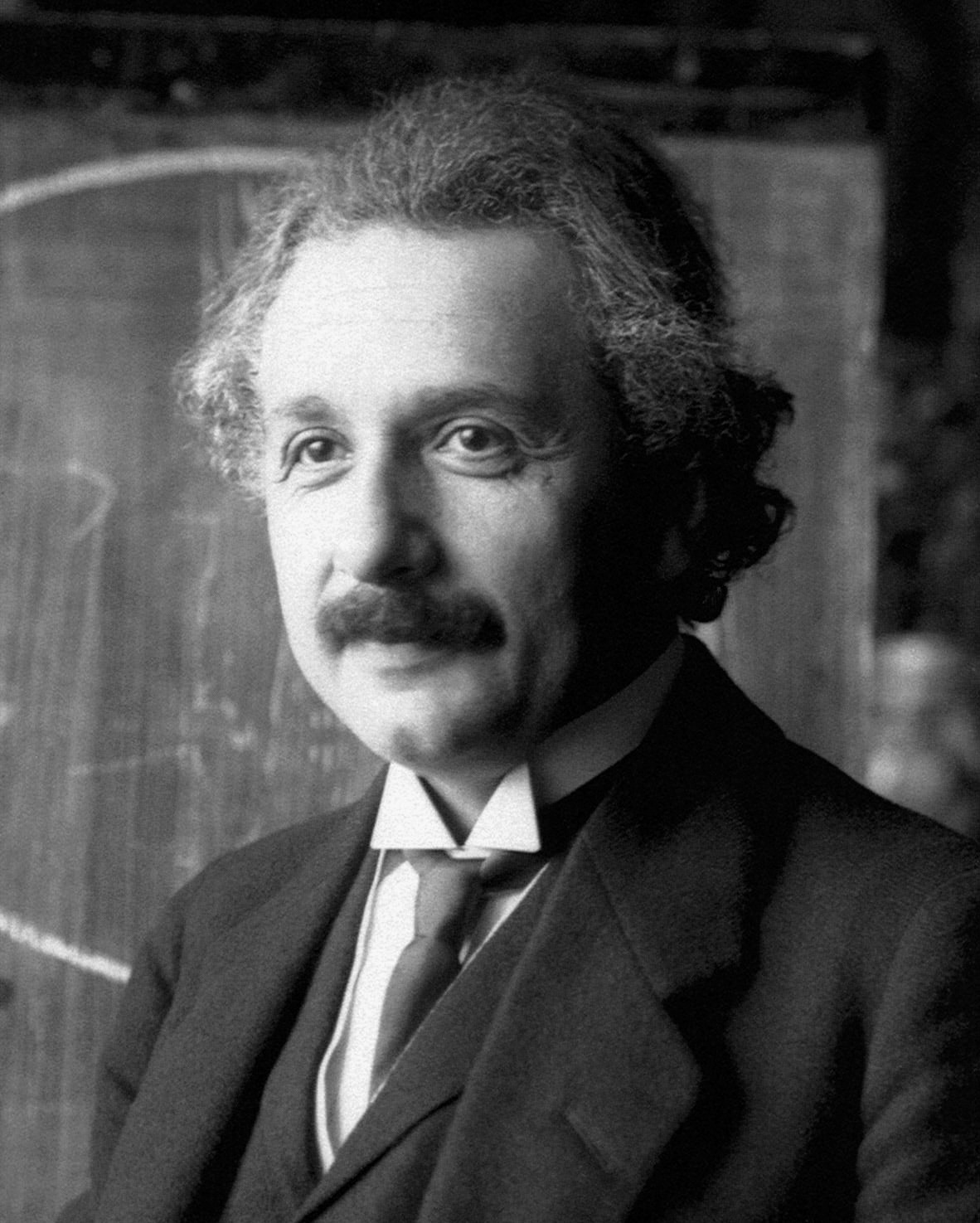
Albert Einstein đã giải thích nghịch lý vào năm 1926.

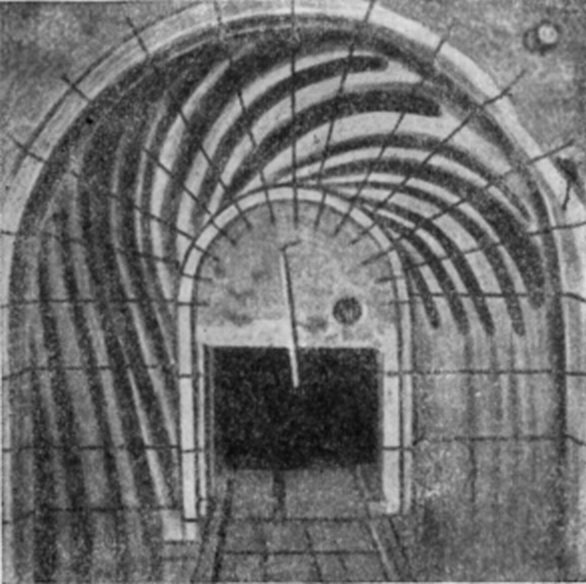
Phác họa thí nghiệm dòng chảy thứ cấp trong mô hình khúc quanh của một con sông (A.Ya.Milovich, 1913, chảy từ phải sang trái). Các dòng gần đáy được đánh dấu bằng bột nhuộm phun ra từ một ống pipet.

Trong cơ học chất lưu, nghịch lý lá trà miêu tả hiện tượng khi các mẩu nhỏ của lá trà trong tách trà dịch chuyển về trung tâm và đáy của tách (hoặc cốc, chén) trà sau khi khuấy hơn là bị đẩy về phía thành của tách, như được thấy trong máy ly tâm lồng xoáy ốc. Sự hình thành của các dòng chảy phụ trong kênh hở hình vành khuyên đã được nghiên cứu bởi Joseph Boussinesq vào đầu năm 1868. Sự dịch chuyển của các hạt gần đáy tại khúc lượn bên trong dòng sông đã được khảo cứu bằng thực nghiệm bởi A.Ya.Milovich vào năm 1913. Albert Einstein đã lần đầu tiên giải thích bằng những lập luận trên cơ sở vật lý trong một bài báo đăng năm 1926 trong đó ông giải thích nguyên nhân xói mòn của bờ sông, và bác bỏ định luật Baer.

## Giải thích
Khi ta quấy chất lỏng sẽ khiến nó quay xung quanh trong lòng tách. Để duy trì đường cong này, cần một lực hướng về tâm (tương tự như sự căng của sợi dây khi quay vòng một vật buộc vào sợi dây). Điều này có được là do gradient áp suất hướng ra ngoài (bên ngoài áp suất cao hơn bên trong).
Tuy nhiên, gần đáy và thành phía ngoài, chất lỏng bị chậm lại do ma sát với cốc. Mặc dù có lực giả (quán tính) ly tâm nhưng yếu hơn và không thắng được gradient áp suất, do vậy những sự chênh lệch áp suất này trở lên quan trọng hơn đối với dòng thủy lực. Đây được gọi là lớp biên (boundary layer) hay cụ thể hơn là lớp Ekman.
Lực quán tính ly tâm phụ thuộc vào vận tốc quay của cả khối chất lỏng dẫn đến sự phát triển một gradient áp suất hướng ra ngoài bên trong chất lỏng, ở đó áp suất cao hơn dọc theo mép thành hơn là ở giữa. Biểu hiện này tự nó chính là sự hình thành của một bề mặt tiếp xúc không khí-nước hình chảo. Gradient áp suất cung cấp các lực hướng tâm cần thiết cho chuyển động tròn khi cộng tổng trên toàn bộ chất lỏng quay.
Tuy nhiên, trong phạm vi các lớp biên nơi sự quay của chất lỏng bị làm chậm lại bởi ma sát và các hiệu ứng nhớt, lực hướng tâm do gradient áp suất chiếm ưu thế hơn các lực quán tính từ sự quay, và tạo ra một dòng chảy phụ (dòng chảy thứ cấp, secondary flow) hướng về bên trong lớp biên. Dòng chảy hội tụ về đáy của tách trà (nơi quan sát thấy các mẩu trà nằm gần nhau) và chảy ngược lên trên bề mặt. Lên cao hơn, dòng nước gặp biên giới tiếp xúc nước-không khí và chảy ngược xuống. Các mẩu quá nặng để có thể bị đẩy lên và nằm lại ở giữa tách trà. Kết hợp với dòng nước chính đang quay, sẽ quan sát thấy các mẩu lá trà chuyển động tròn xoáy ốc về đáy tách trà.

## Ứng dụng
Hiện tượng này đã được ứng dụng để phát triển một kỹ thuật mới dùng để lọc tế bào hồng cầu từ huyết tương, nghiên cứu hệ thống áp suất khí quyển, và trong quá trình làm bia (brewing beer) để tách ra cặn bã bia trong lúc khuấy.